# Styrian Bears 2018
Questa voce raccoglie le informazioni riguardanti gli Styrian Bears nelle competizioni ufficiali della stagione 2018.

## AFL - Division I 2018

### Stagione regolare
| 31 marzo 2018, ore 14:00 2ª giornata | Styrian Bears | 6 – 14 (6-6 0-7 0-7 0-0) referto | Amstetten Thunder |  |

| 7 aprile 2018, ore 16:00 3ª giornata | Sankt Pölten Invaders | 24 – 40 (3-6 7-7 7-6 7-21) referto | Styrian Bears |  |

| 21 aprile 2018, ore 16:00 5ª giornata | Amstetten Thunder | 6 – 25 (0-0 6-0 0-19 0-6) referto | Styrian Bears |  |

| 6 maggio 2018, ore 14:00 6ª giornata | Styrian Bears | 7 – 9 (0-0 0-0 7-6 0-3) referto | Maribor Generals |  |

| 27 maggio 2018, ore 14:00 8ª giornata | Styrian Bears | 49 – 7 (14-7 21-0 7-0 7-0) referto | Maribor Generals |  |

| 2 giugno 2018, ore 17:00 9ª giornata | Carinthian Lions | 21 – 20 (7-7 14-7 0-0 0-6) referto | Styrian Bears |  |

| 17 giugno 2018, ore 14:00 10ª giornata | Styrian Bears | 26 – 22 (3-0 9-7 0-7 14-8) referto | Carinthian Lions |  |

| 23 giugno 2018 11ª giornata | Maribor Generals | 24 – 54 (0-21 12-15 6-12 6-6) referto | Styrian Bears |  |

### Playoff
| 7 luglio 2018, ore 18:00 Semifinale | Vienna Knights | 36 – 10 (14-7 13-3 9-0 0-0) referto | Styrian Bears |  |

### Statistiche di squadra
| Competizione      | %Vittorie | In casa | In casa | In casa | In casa | In casa | In casa | In trasferta | In trasferta | In trasferta | In trasferta | In trasferta | In trasferta | Totale | Totale | Totale | Totale | Totale | Totale |
| Competizione      | %Vittorie | G       | V       | N       | P       | Pf      | Ps      | G            | V            | N            | P            | Pf           | Ps           | G      | V      | N      | P      | Pf     | Ps     |
| ----------------- | --------- | ------- | ------- | ------- | ------- | ------- | ------- | ------------ | ------------ | ------------ | ------------ | ------------ | ------------ | ------ | ------ | ------ | ------ | ------ | ------ |
| Stagione regolare | .625      | 4       | 2       | 0       | 2       | 88      | 52      | 4            | 3            | 0            | 1            | 139          | 75           | 8      | 5      | 0      | 3      | 227    | 127    |
| Playoff           | .000      | 0       | 0       | 0       | 0       | 0       | 0       | 1            | 0            | 0            | 1            | 10           | 36           | 1      | 0      | 0      | 1      | 10     | 36     |
| Totale            | .556      | 4       | 2       | 0       | 2       | 88      | 52      | 5            | 3            | 0            | 2            | 149          | 111          | 9      | 5      | 0      | 4      | 237    | 163    |